# Rešica
Rešica (in ungherese Reste) è un comune della Slovacchia facente parte del distretto di Košice-okolie, nella regione di Košice.